# Eremiaphila pyramidum
Eremiaphila pyramidum är en bönsyrseart som beskrevs av Werner 1904. Eremiaphila pyramidum ingår i släktet Eremiaphila och familjen Eremiaphilidae. Inga underarter finns listade i Catalogue of Life.